# Godfrey Stevens
Godfrey Stevens González (Renca, 27 de junio de 1938-Canberra, Australia, 20 de agosto de 2022) fue un boxeador chileno.

## Biografía
Fue hijo de padre británico y madre chilena.
Sus primeros entrenamientos los realizó en el Gimnasio México. Admirador de Sugar Ray Robinson, a los catorce años decidió tomar el deporte de los puños con la seriedad de un profesional. Cuando lo practicaba de modo amateur en el ejército, fue invitado a la preselección para los Juegos Panamericanos de Chicago en 1959, cita a la que finalmente asistió el deportista Juan Díaz.

### Carrera
Su carrera profesional como peso pluma se desarrolló en la década de 1960. Destacándose por su estilo más que por su pegada, llegó a ser campeón sudamericano y figuró entre los diez mejores de la categoría.
Lo anterior le permitió tener la oportunidad de disputar el título mundial en Japón ante el campeón Shozo Saijo. A las 9 horas (hora de Chile) del 8 de febrero de 1970, Godfrey Stevens, a la edad de 31 años, peleó el título mundial en un combate que transmitió en directo Televisión Nacional de Chile. El país se volcó a los pocos televisores que existían en aquel tiempo para presenciar la derrota del campeón chileno por decisión unánime de los jueces, tras quince briosos asaltos. Stevens fue recibido en el aeropuerto de Santiago como un verdadero héroe, pero su carrera pugilística entró en franca decadencia.
Siete años después El Gringo se retiró de los cuadriláteros, perdiendo por KO ante el nicaragüense Alexis Argüello en Managua el 19 de febrero de 1977.
| Fecha     | Oponente    | Lugar                    | Resultado | Resultado Por | Round | G-P-E-NC |
| --------- | ----------- | ------------------------ | --------- | ------------- | ----- | -------- |
| 9/3/1960  | Pedro Arias | Santiago de Chile, Chile | G         | PTS           | 6     | 2-0-0    |
| 26/2/1960 | Luis Burboa | Santiago de Chile, Chile | G         | KO            | 3     | 1-0-0    |